# Cholargos
Cholargos (in greco Χολαργός?) è un ex comune della Grecia nella periferia dell'Attica (unità periferica di Atene Settentrionale), con 32 166 abitanti secondo i dati del censimento 2001.
Vi è nato Pericle.
È stato soppresso a seguito della riforma amministrativa, detta Programma Callicrate, in vigore dal gennaio 2011 ed è ora compreso nel comune di Papagou-Cholargos.